# 阿維省
6°25′N 0°55′E / 6.417°N 0.917°E
阿維省（Avé Prefecture），是多哥的30個省份之一，位於該國南部，由濱海區負責管轄，首府設於凱韋，面積1,146平方公里，2010年人口97,830，人口密度每平方公里0.09人。